# Sistema informativo europeo della natura
Il sistema informativo europeo della natura (EUNIS) è una base dati online della Agenzia europea dell'ambiente che contiene informazioni sulle specie, sugli habitat e sui siti della rete Natura 2000.
Attraverso una applicazione web è possibile interrogare la base dati con vari criteri di ricerca sia per i siti che per le specie e i tipi di habitat. Il sistema dispone inoltre di una applicazione GIS che consente di visualizzare i dati su una mappa interattiva.